# نیکالیس
نیکالیس (انگلیسی: Nicalis) یک شرکت توسعه دهنده بازی ویدئویی در سانتا آنا، کالیفرنیا است.